# フォトプシン
フォトプシン（英: Photopsin）は、網膜の錐体細胞に存在する光感受性タンパク質であるアイオドプシン（英: Iodopsin）を構成するオプシンの名称である。
アイオドプシンは、桿体細胞に含まれ夜間視力を確保するロドプシンに非常によく似た物質である。
アイオドプシンに含まれるオプシンをフォトプシンといい、ロドプシンに含まれるオプシンをスコトプシンという。アイオドプシン（錐体視物質）およびロドプシン（桿体視物質）は、ともにオプシンとレチナール等からできている。

## 機能
オプシンは光受容器細胞に存在するタンパク質の一種、Gn-xタンパク質共役受容体。
11-シス-レチナール (11-cis-retinal) が光によりオールトランスレチナール (all-trans-retinal) へ異性化するとオプシンは構造変化を起こし、アイオドプシンを活性化、Gタンパク質トランスデューシンへの巻き付きが進み、セカンドメッセンジャーカスケードを引き起こす。

## 種類

ヒトの3つのアイオドプシンと、ヒトロドプシン（破線）の、正規化された吸収スペクトル

オプシンは少しのアミノ酸の違いでさまざまな種類があり、網膜上色素としてそれぞれ違う波長の光を吸収する。
| 錐体細胞の種類                              | 名称 | 吸収波長域 | ピーク吸収波長 | λmax           | 別名                            |
| ------------------------------------------- | ---- | ---------- | -------------- | -------------- | ------------------------------- |
| S錐体 (OPN1SW) "トリタン", "シアノラーベ"   | β    | 400–500 nm | 420–440 nm     | 430 nm（青）   | blue opsin, S opsin, SWS opsin  |
| M錐体 (OPN1MW) "デュータン", "クロロラーベ" | γ    | 450–630 nm | 534–545 nm     | 530 nm（緑）   | green opsin, M opsin, MWS opsin |
| L錐体 (OPN1LW) "プロタン", "エリスロラーベ" | ρ    | 500–700 nm | 564–580 nm     | 560 nm（黄緑） | red opsin, L opsin, LWS opsin   |

ヒトは三種類の光受容体タンパク質（アイオドプシンまたは錐体オプシン）があり、これらは錐体細胞に存在し、色覚を司っている。
敏感な波長の長さが短い方から順にS、M、L錐体と呼ばれ、表の最大吸収波長（λmax）を持つ。
L錐体は「赤オプシン」とも呼ばれるが、λmax 波長は赤色領域スペクトルではないことに注意が必要である。しかし、他の2つのヒトオプシンよりも赤色に敏感である。この受容体はまた、紫色の高波長で二次的な応答を持っている。

## 歴史
ジョージ・ワルドが1950年代にこれらロドプシンの吸収波長の違いを実験で示し、1967年度のノーベル生理学・医学賞を受賞した。